# Lichene

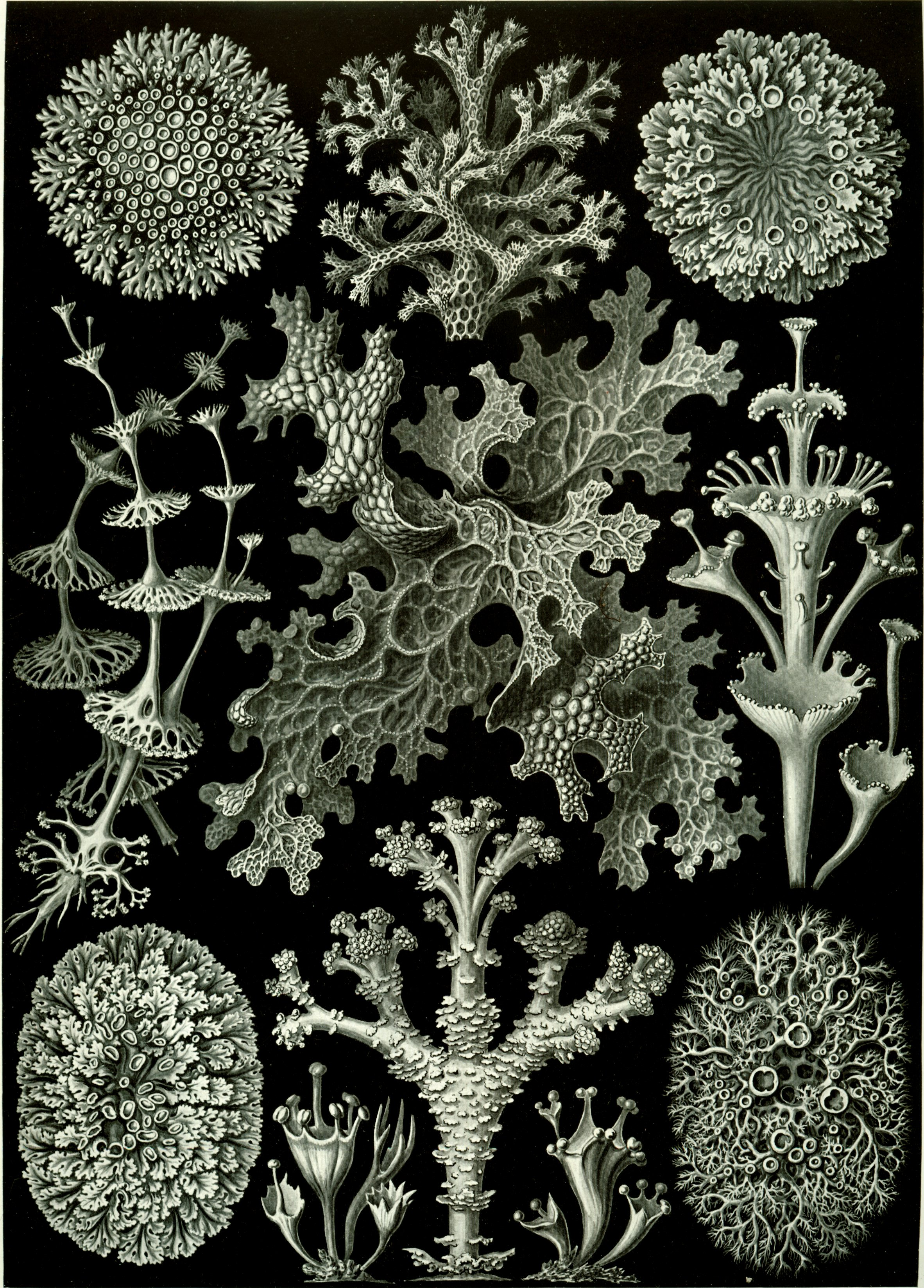
"Licheni" da Artforms of Nature di Ernst Haeckel, 1904

I licheni sono organismi simbionti derivanti dall'associazione di due individui: un organismo autotrofo - un cianobatterio o un'alga (per lo più una clorofita) - e uno eterotrofo, un fungo, in genere un ascomicete o un basidiomicete. Sono caratterizzati da un tallo e vengono classificati basandosi sulla tassonomia della specie fungina (nelle classificazioni precedenti facevano parte delle crittogame).
I due simbionti convivono traendo reciproco vantaggio: il fungo, eterotrofo, sopravvive grazie ai composti organici prodotti dalla fotosintesi del cianobatterio o dell'alga, mentre quest'ultima riceve in cambio protezione, sali minerali ed acqua.
L'evoluzione della lichenizzazione è probabilmente molto antica e non è avvenuta da un gruppo	monofiletico di funghi lichenizzati.
La lichenizzazione si è evoluta indipendentemente in numerosi gruppi, ipotesi avallata anche dai recenti studi molecolari. Sono organismi pionieri ed estremofili, in quanto possono sopravvivere in ambienti estremi, dove le condizioni di vita per altri organismi sarebbero proibitive.

## Storia
Nel 1867 Simon Schwendener propose la cosiddetta dual hipothesys, teoria allora rivoluzionaria ovvero che non si trattasse di un unico organimo ma di due diversi. Per anni la sua teoria fu contestata finché nel 1877  Albert Bernhard Frank coniò il termine simbiosi descrivendo la vita indissolubile tra fungo ed alga. Ricerche recenti sulle componenti genetiche hanno scoperto che oltre ai due componenti principali, contribuiscono alla vita del lichene diversi batteri.

## Etimologia
Il nome lichene dal greco λειχήν (leichén), dalla radice di λείχω (leicho), cioè "lambisco", per la struttura appianata del tallo.

## Micobionte
Il micobionte è il simbionte fungino. Alcuni tipi di funghi nella loro evoluzione hanno perso la capacità di lichenizzare, altre specie hanno cambiato tipi di alghe fotosintetiche, sono frequenti anche relazioni simbiotiche nuove. Circa il 25% di tutti i funghi può formare licheni a seconda delle circostanze ed in particolare:
- Ascomycotina: 46% degli Ascomycotina (13.250 spp.) sono lichenizzati, 98% dei funghi lichenizzanti sono ascomiceti
- Basidiomycotina: 0,3% dei Basidiomycotina (50 spp.) sono lichenizzati, 0,4% dei funghi lichenizzanti sono basidiomiceti
- Deuteromycotina: 1,2% dei Deuteromycotina (200 spp.) sono lichenizzati, 1,6% dei funghi lichenizzanti sono deuteromiceti

L'85% dei micobionti sono in simbiosi con alghe verdi, il 10% con cianobatteri e il 3-4% contemporaneamente con entrambi.
Il 55% dei funghi lichenizzanti forma talli omeomeri, il 20% forma talli placoidi o squamulosi e il 25% forma talli fogliosi o fruticosi (talli eteromeri).

## Fotobionte
Il fotobionte è il simbionte fotosintetico (cianobatterio o alga).
Se ne conoscono circa 200 specie, la maggior parte delle quali sono delle clorofite, sia specie unicellulari sia filamentose, così suddivise:
- Charophyceae: 1 genere
- Prestiannus: 11 generi
- Chlorophyceae: 10 generi, 1 ordine
- Ulvophyceae: 11 generi, 5 ordini
- Xanthophyta: 1 specie
- Phaeophyta: 1 specie
- Cyanobacteria: unicellulari o colonie filamentose (13 generi, 4 ordini)

I licheni che hanno come simbionte fotosintetico un cianobatterio assumono colore e consistenza particolari e possono essere definiti nel complesso "cianolicheni".
L'unione simbiotica non è sempre specie specifica: esperimenti in vitro hanno dimostrato che un singolo micobionte (Cladonia cristatella) risintetizza con 13 specie di Trebouxia isolate [Ahmadjian, 1977].

## Morfologia
Il tallo lichenico, sulla base della forma e delle modalità di adesione al substrato, può assumere differenti morfologie:
- crostoso, è un tallo appiattito e strettamente aderente al substrato.[2] La superficie può essere continua, polverosa o divisa in aree poligonali, dette areole
- foglioso, in cui il tallo è costituito da lamine che crescono in direzione parallela rispetto al substrato. Sono ancorati al substrato mediante piccoli fasci di ife dette rizine.
- fruticoso, in cui il tallo si sviluppa in verticale rispetto al substrato e tende a ramificarsi in varie direzioni. L'adesione al substrato è limitata alla sola porzione basale.
- composto, in cui il tallo è in parte parallelo al substrato e in parte si sviluppa in modo perpendicolare rispetto al substrato. Alcuni autori lo definiscono un'unione di un tallo fruticoso con uno crostoso o foglioso.

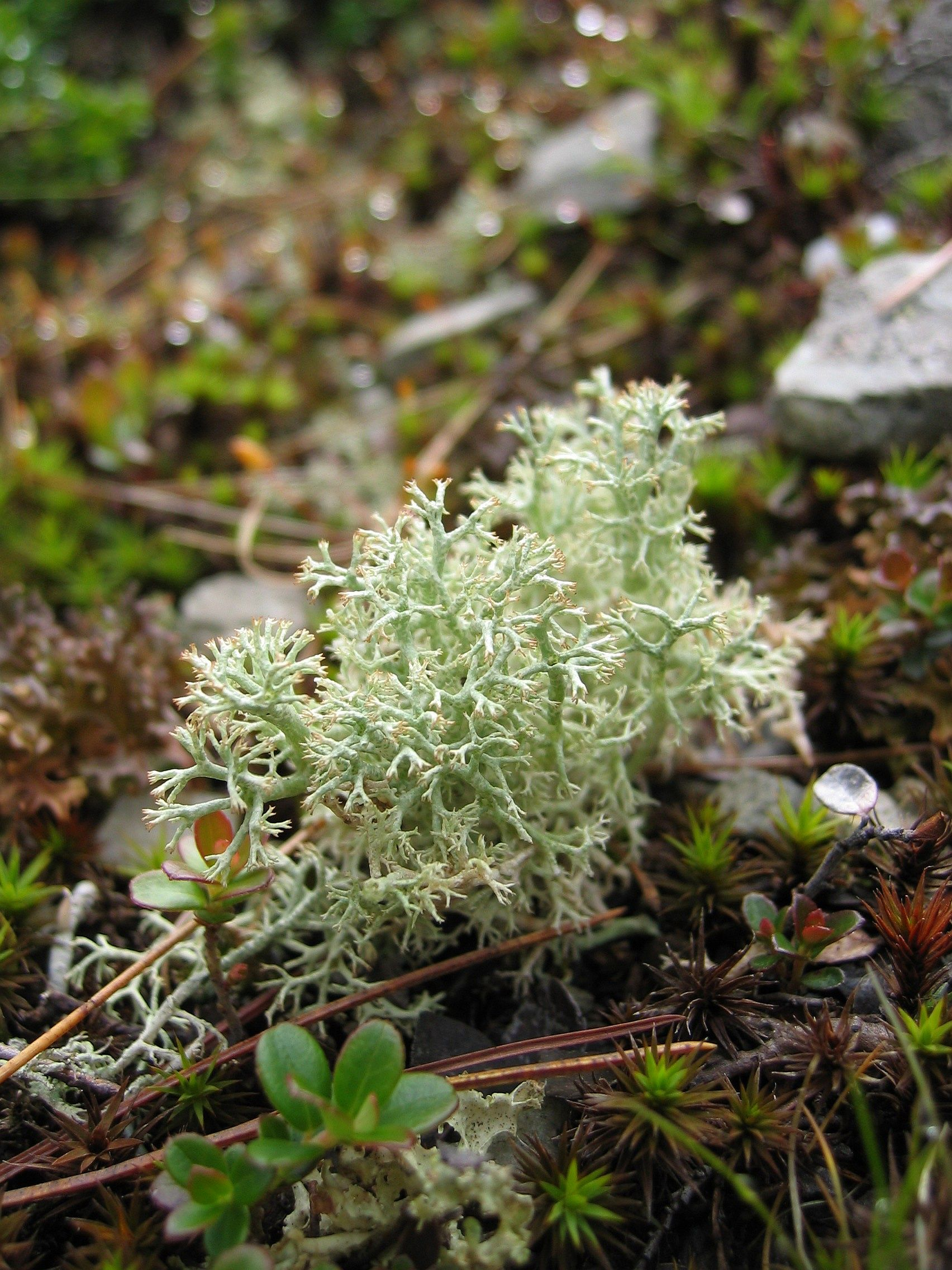
Cladonia portentosa lichene composto
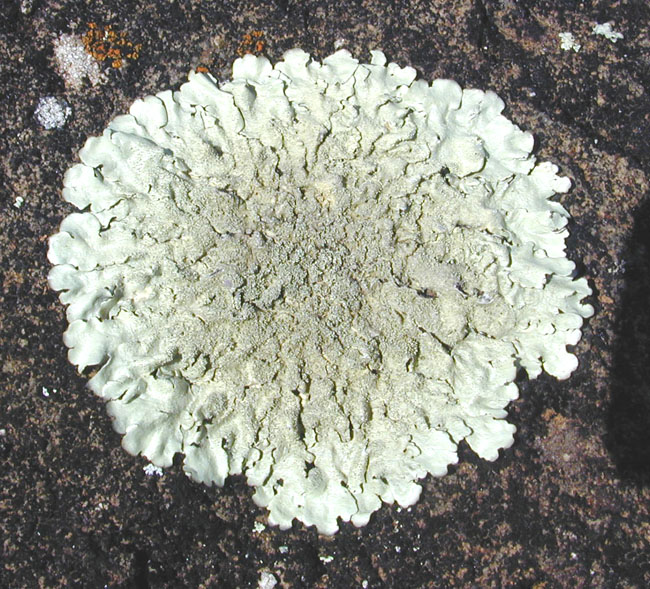
Parmelia, Lichene foglioso
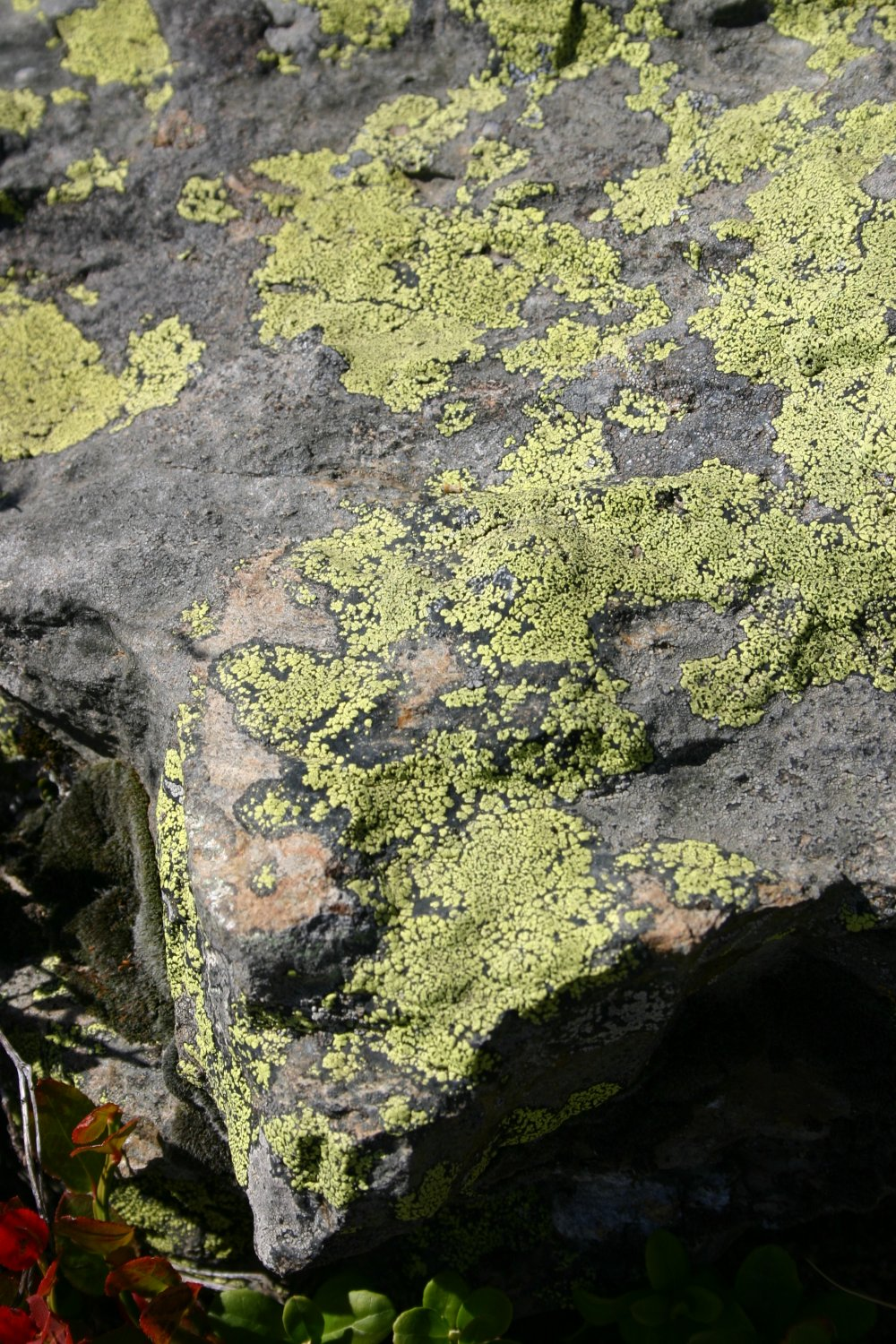
Rhizocarpon geographicum, lichene crostoso epilitico
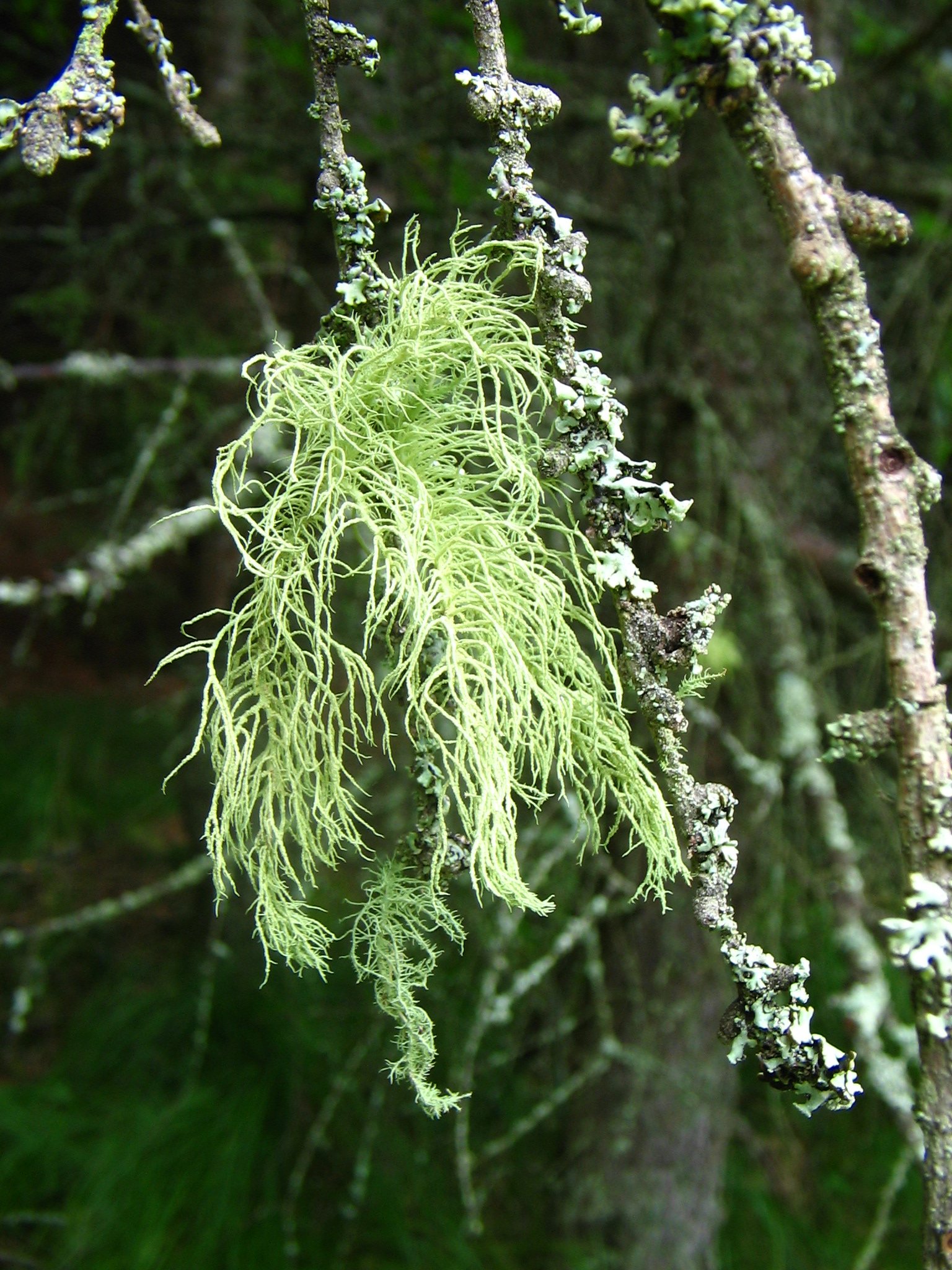
Usnea, lichene fruticoso
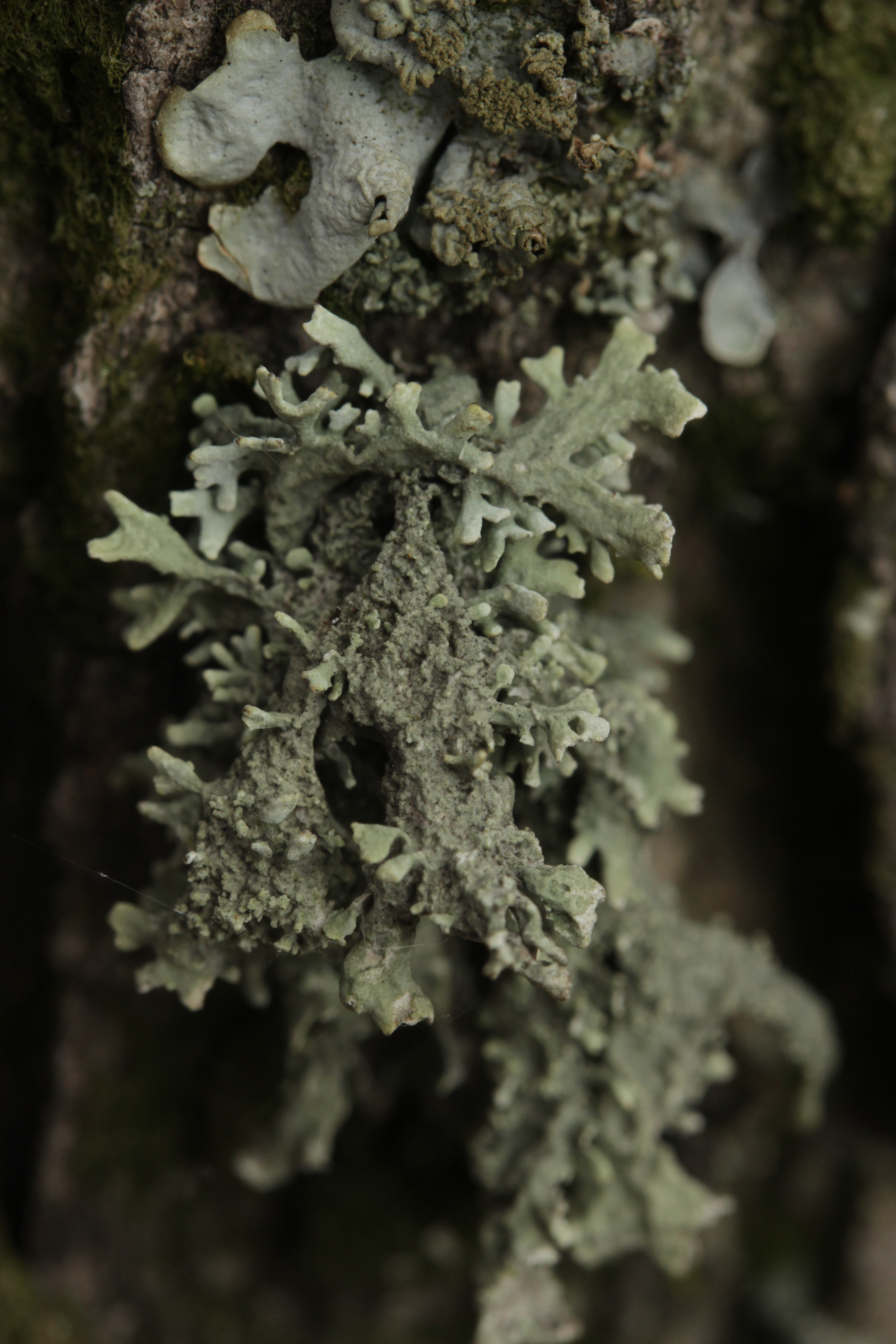
Evernia prunastri, lichene fruticoso

In sezione trasversale in un lichene eteromero si possono osservare le seguenti parti:
- Cortex superiore: è costituita da un fitto intreccio di ife con funzione protettiva.
- Strato algale: è posizionato sotto il cortex, le ife formano un reticolo più lasso, nel quale trovano spazio le cellule del simbionte fotosintetico.
- Medulla: è caratterizzata da una struttura di ife molto lassa, dove si concentra l'acqua proveniente dall'esterno.
- Cortex inferiore: non sempre presente, è costituita da un fitto intreccio di ife.

I licheni si diffondono sia attraverso la riproduzione sessuata (disseminazione di spore che coinvolge il solo fungo) sia attraverso la riproduzione vegetativa.

## Metabolismo
I licheni possono sintetizzare prodotti del metabolismo secondario definiti nel loro complesso sostanze licheniche ed accumulati spesso in forma cristallina sulle ife.
Queste sostanze presentano molti ruoli adattativi per la sussistenza della simbiosi lichenica tra cui:
Aspetti funzionali
- mineralizzazione del substrato
- regolazione metabolica
- protezione superficiale
- facilitazione dei meccanismi di trasporto intratallini

Aspetti protettivi
- funzioni antibiotiche ed allelopatiche
- fotoprotezione
- paleotolleranza

## Usi
Le sostanze licheniche rivestono un ruolo anche al di fuori della simbiosi con utilizzi sfruttati dall'uomo, come ad esempio:
- coloranti tessili
- usi alimentari
- cosmetici
- antimicrobici
- antivirali
- antifungini
- antimutageni e antitumorali

## Fossili
La Winfrenatia reticulata (cianolichene) ritrovata nelle selci renane del primo Devoniano (specie coeva dei più antichi e conosciuti funghi micorrizici arbuscolari) apre nuovi orizzonti negli studi paleomicologici.

## Generi di licheni
I funghi lichenizzati (licheni) comprendono moltissimi generi, tra i quali:
- Cetraria
- Caloplaca
- Evernia
- Lecanora
- Parmelia
- Sticta
- Umbilicaria
- Usnea

## Licheni come campionatori di inquinanti persistenti
I licheni sono ottimi indicatori ambientali: grazie alle loro capacità di assorbimento, sono in grado di accumulare una grande quantità di metalli dispersi nell'aria. La concentrazione di questi metalli viene determinata analizzando i talli dei licheni.
Il principale metodo di accumulo dei licheni si basa su bioassorbimento: lo ione metallico interagisce con gruppi metalloleganti presenti sulle pareti cellulari o all'interno della matrice stessa dei licheni.
Alcuni licheni hanno un rateo di crescita molto stabile e fisso nel tempo, quindi è possibile utilizzare la dimensione di un lichene cresciuto su una roccia, per stimare da quanti anni quella roccia è stata esposta all'ambiente subaereo, per esempio quando i ghiacciai si ritirano.

## Mitologia
Nella mitologia alpina, e in particolare trentina, il lichene è la barba del Salvanel, un folletto che vive nelle foreste.

## Nella cultura popolare
Nel romanzo L'abitatore (1959), i personaggi, una volta atterrati su Marte, devono difendersi da una massa di licheni dotati di Intelligenza collettiva che cercano di ucciderli.